# Тетрабромоплатинат(II) калия
Тетрабромоплатинат(II) калия — неорганическое соединение, 
комплексный бромид металлов калия и платины
с формулой K2[PtBr4],
коричневые кристаллы,
растворяется в воде,
образует кристаллогидраты.

## Физические свойства
Тетрабромоплатинат(II) калия образует коричневые кристаллы
кубической сингонии,
 
параметры ячейки a = 1,037 нм, Z = 4.
Растворяется в воде.
Образует кристаллогидрат состава K2[PtBr4]•2H2O.

## Химические свойства
- Обменная реакция с концентрированным раствором цианистого калия [1]:

{\displaystyle {\mathsf {K_{2}[PtBr_{4}]+4KCN+3H_{2}O\ {\xrightarrow {}}\ K_{2}[Pt(CN)_{4}]\cdot 3H_{2}O+4KBr}}}